# Ibirapuera Park
Ibirapuera Park er en centralt beliggende park i São Paulo, Brasilien.
Parken er den største i São Paulo med et areal på omkring 2 km² og i og omkring parken findes en lang række kulturelle institutioner, museer, planetarium og uddannelsesinstitutioner.